# Идентификација е-трговине и типови идентификације
Идентификација е-трговине и типови идентификације обухватају различите технике које су се развиле од 1960-их година, укључујући мерење и анализу делова тела, као и ДНК профилисање. Облици идентификације користе се како би се осигурало да грађани имају право на бенефиције и да могу гласати без страха од лажног представљања, док су приватна лица вековима користила печате и потписе за потврду права на стварну и личну имовину. Генерално, количина доказа о идентитету потребна за приступ нечему пропорционална је вредности онога што се тражи. Процена је да само 4% онлајн трансакција користи методе које не укључују само једноставне лозинке. Безбедност система се обично састоји од тростепеног процеса: идентификација, аутентификација и ауторизација. Данас је висок ниво поверења подједнако важан за е-трговинске трансакције као и за традиционалне трансакције лицем у лице.

## Идентификација, аутентификација и ауторизација

### Идентификација
Шема која се успоставља и одржава како би се осигурало да су корисници правилно, прецизно, ефикасно и ефективно идентификовани пре него што добију приступ системима. Често се користи услуга верификације идентитета како би се осигурало да корисници или клијенти пруже информације које су повезане са идентитетом стварне особе.

### Аутентификација
Аутентификација је провера идентитета ентитета који захтева приступ систему. То је процес утврђивања да ли је неко или нешто заиста оно што се декларише да јесте. У приватним и јавним компјутерским мрежама (укључујући Интернет), аутентификација се обично врши коришћењем лозинки за пријаву. Познавање лозинке подразумева да је корисник аутентичан. Сваки корисник се у почетку региструје (или га региструје неко други) коришћењем додељене или смишљене лозинке. При свакој следећој употреби, корисник мора да зна и користи претходно одређену лозинку. Слабост овог система за значајне трансакције (попут размене новца) је у томе што лозинке често могу бити украдене, случајно откривене или заборављене.
Из тог разлога, пословање на Интернету и многе друге трансакције захтевају строжи процес аутентификације. Употреба дигиталних сертификата које издаје и верификује орган за сертификацију (Certificate Authority, CA) као део инфраструктуре јавног кључа сматра се вероватним стандардом за аутентификацију на Интернету. Логички, аутентификација претходи ауторизацији (иако често делује као да су комбиновани).

### Ауторизација
Ауторизација је процес давања дозволе некоме да нешто уради или има. Мултикориснички компјутерски систем је окружење у којем администратор система дефинише који корисници имају приступ и која овлашћења могу користити (попут приступа одређеним директоријумима, времена приступа, додељених количина простора за складиштење итд.). Ако је неко пријављен на оперативни систем или апликацију, систем или апликација може затражити идентификацију ресурса које корисник може приступити током те сесије.
Ауторизација се стога понекад види и као прелиминарно постављање дозвола од стране администратора система, али и као стварна провера вредности дозвола које су постављене када корисник добија приступ. Можемо закључити да овлашћење следи након аутентификације.

## Типови аутентификације у е-трговини
- Једнократна лозинка / Једнократна пријава (Single Sign-On)  је процес где се корисничка лозинка и информације користе за пријаву, након чега постају неважеће након одређеног времена.
- Двофакторска аутентификација захтева два облика аутентификације пре него што кориснику буде одобрен приступ.
- Мултифакторска аутентификација захтева да се користи корисничко име и лозинку у комбинацији са другим обликом аутентификације, као што су паметна картица или биометрија. Овај метод смањује вероватноћу да неовлашћено лице угрози електронски безбедносни систем, али повећава трошкове одржавања система.[2]
- Електронска приступна картица / Паметна картица су пластичне картице величине кредитне картице које садрже уграђени интегрисани круг. Користе се у електронској трговини за пружање личне безбедности, чување вредности и мобилност. На функционалном нивоу, паметне картице могу се категоризовати као меморијске картице или картице са микропроцесором.[6]
- Безбедносни токен је уређај за аутентификацију који је додељен одређеном кориснику од стране надлежног администратора. Он користи пасош или возачку дозволу за идентификацију. Већина безбедносних токена користи двофакторске методе аутентификације за ефикасан рад.[2]
- Динамика притиска тастера је аутоматизован облик аутентификације заснован на нечему што корисник ради, као што је образац куцања на тастатури.
- Биометрија омогућава аутоматску идентификацију и/или аутентификацију појединаца путем система заснованих на њеним принципима. Аутентификација одговара на питање „Да ли сам оно за шта се представљам?“. Систем верификује идентитет особе обрадом биометријских података и доноси одлуку „да“ или „не“ (поређење 1:1). Са друге стране, идентификација одговара на питање „Ко сам ја?“. Систем препознаје појединца разликујући га од других чији су биометријски подаци такође у бази података, доносећи одлуку „ко је“ или да нема подударања.

Често системи који користе биометрију интегришу функције идентификације и аутентификације, иако су из перспективе примене ове функције различите.

## Типови биометријске аутентификације
- Отисак прста је најшире коришћени облик аутентификације који користи образац врхова прстију корисника. Може се применити у различитим окружењима и омогућава флексибилност и већу тачност система омогућавајући корисницима да региструју више прстију у шаблонском систему.[2]
- Препознавање лица користи податке који се односе на јединствене црте лица корисника. Анализира карактеристике лица и јединствен је биометријски метод јер не захтева сарадњу особе која се скенира. Може користити готово било који уређај за снимање слика високе резолуције.[2]
- Шаблон гласа користи јединствени образац гласа корисника. Заснован је на технологијама претварања гласа у текст, а не на препознавању гласа. У овом процесу, глас особе се претвара у текст и упоређује са оригиналним шаблоном. Иако је ова технологија релативно лако примењива јер већина рачунара има уграђене микрофоне, процедура за регистрацију је сложенија од других биометрија, а бука у позадини може ометати скенирање, што може бити фрустрирајуће за корисника.[2]
- Анализа верификације потписа укључује начин на који особа потписује своје име, као што су брзина и притисак, као и коначни статички облик самог потписа.[2]
- Мрежњача је основа за метод биометријске аутентификације који користи јединствене карактеристике обрасца крвних судова на задњем делу ока.[2] Ова технологија је инвазивна и захтева веште оператере. Код препознавања мрежњаче генеришу се кодови од 96 бајтова за аутентификацију, док за идентификацију може бити потребно неколико килобајта података.[7]
- Шареница је облик аутентификације који користи податке повезане са карактеристикама обојеног дела ока корисника. Укључује анализу образаца обојеног дела ока који окружује зеницу. Користи релативно нормалну камеру и не захтева блиски контакт између ока и скенера. Током скенирања шаренице могу се носити наочаре, за разлику од скенирања мрежњаче.[2]